# 4963 Kanroku
A 4963 Kanroku (ideiglenes jelöléssel 1977 DR1) a Naprendszer kisbolygóövében található aszteroida. Hiroki Kosai,  Kiichiro Hurukawa fedezte fel 1977. február 18-án.